# Henry Waxman
Henry Arnold Waxman (Los Angeles, 12 settembre 1939) è un politico e avvocato statunitense, membro della Camera dei Rappresentanti per lo stato della California dal 1975 al 2015.

## Biografia
Nato a Los Angeles in una famiglia ebrea di origini russe e canadesi, Waxman studiò legge all'Università della California, Los Angeles e divenne avvocato.
In seguito si dedicò alla politica con il Partito Democratico e nel 1969 venne eletto all'Assemblea di Stato della California, dove rimase per tre mandati. Nel 1974 decise di candidarsi al Congresso e riuscì ad essere eletto alla Camera dei Rappresentanti.
Negli anni successivi gli elettori lo riconfermarono con elevate percentuali di voto, sebbene Waxman cambiò distretto congressuale ben tre volte. Nel 2014 annunciò il suo ritiro al termine del mandato e lasciò il Congresso dopo quarant'anni di permanenza.
Waxman si configura come un democratico liberale ed è membro del Congressional Progressive Caucus. Sposato con Janet Kessler, ha due figli.